# Мэри-де-Монруж (станция метро)
«Мэри-де-Монруж» (фр. Mairie de Montrouge) — станция линии 4 Парижского метрополитена, расположенная в центре Монружа, возле его мэрии, от которой и получила название. Первая станция линии 4 за пределами официальных границ Парижа. До февраля 2022 года была конечной.

## История

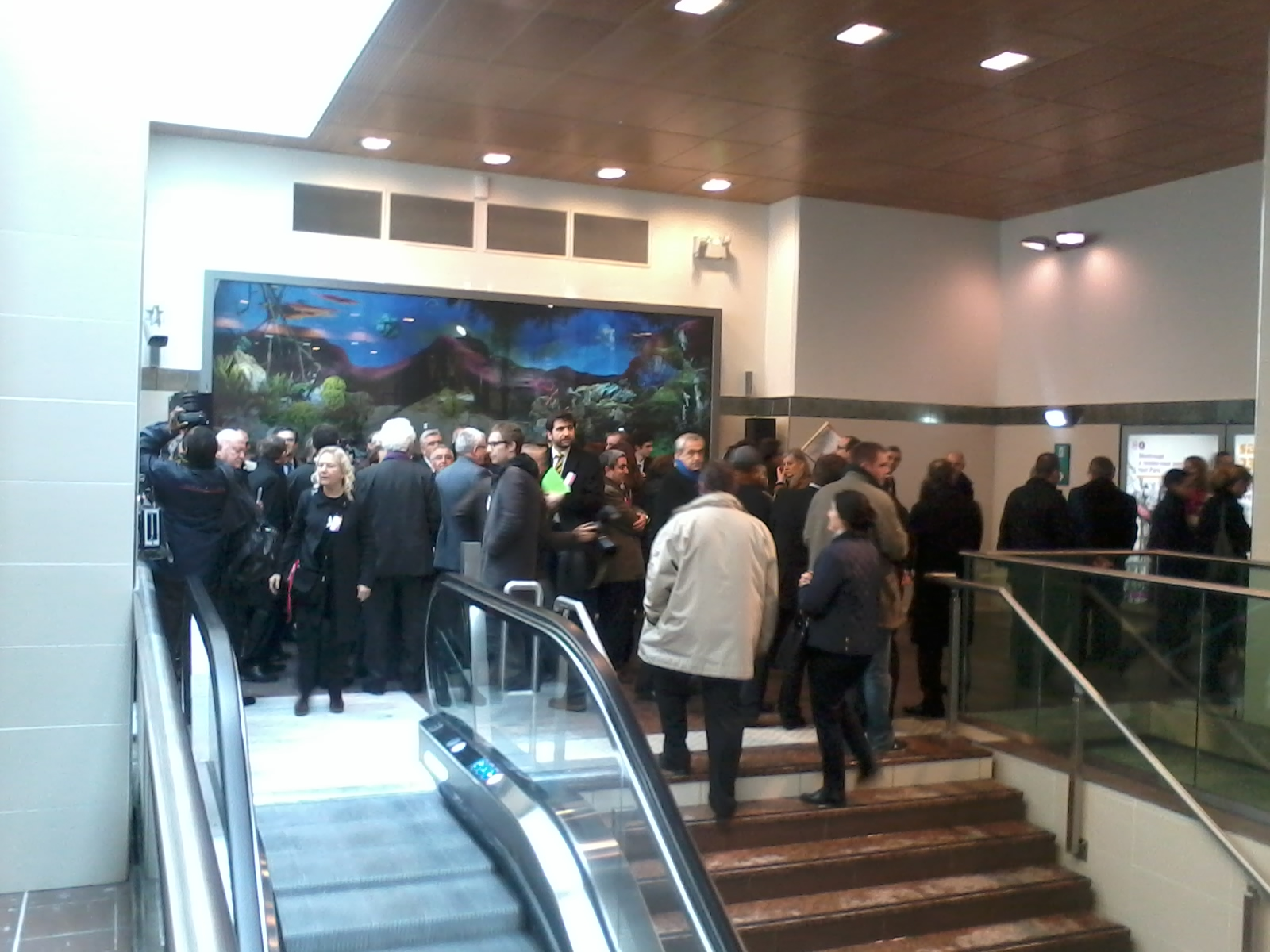
Кассовый зал перед открытием станции

Станция открылась 23 марта 2013 года при продлении линии 4 на один перегон в качестве первого этапа сооружения нового участка в коммуну Баньё, строительство которого должно завершиться к 2019 году. Проекты строительства данного участка впервые начали рассматриваться ещё в 1929 году, однако к реализации удалось приступить лишь в 2004 году, первоначальная стоимость строительства перегона длиной 780 метров оценивалась в 152 миллиона евро. Открытие станции позволило оттянуть на себя значительную часть пассажиропотока, ранее подъезжавшего к станции «Порт-д'Орлеан». В 2015 году пассажиропоток по станции по входу составил 5 757 464 человек (68 место по уровню входного пассажиропотока в Парижском метро).
На церемонии открытия станции присутствовали представитель министерства транспорта Франции Фредерик Кювилье, президент STIF Жан-Поль Юшон, глава департамента О-де-Сен Патрик Деведжян, мэр Монружа Жан-Лу Меттон и президент RATP Пьер Монжен. Также в день открытия станции на потолке свода станции можно было увидеть световые инсталляции, разработанные компанией Hugues Reip.